# Moses Kingsley
Moses Kingsley (nacido el 16 de noviembre de 1994 en Abuya) es un jugador de baloncesto nigeriano que pertenece a la plantilla del Ionikos Nikaias B.C. de la A1 Ethniki griega. Con 2,08 metros de altura, juega en la posición de pívot.

## Trayectoria deportiva
Formado en la Universidad de Arkansas, en Arkansas Razorbacks fue referente en el curso 2016/17 con unos buenos promedios, pese a no ser drafteado en 2017, disputó la liga de verano de la NBA con Minnesota Timberwolves.
En septiembre de 2017 llegó a Europa para jugar la temporada 2017-18 en las filas del Antwerp Giants la Scoore League y Eurocup, y además, la 2018-19 en la que también jugaría Basketball Champions League.
En julio de 2020 firmó con el Retabet Bilbao Basket de la liga ACB.
El 12 de diciembre de 2020, tras rescindir su contrato con Retabet Bilbao Basket, firma por el AEK B.C. de la A1 Ethniki griega hasta el final de la temporada.
El 30 de agosto de 2021, firma por el Ionikos Nikaias B.C. de la A1 Ethniki griega.